# Corey Webster (basket-ball)
Corey Webster, né le 29 novembre 1988, à Auckland, en Nouvelle-Zélande, est un joueur néo-zélandais de basket-ball. Il évolue au poste de meneur. Il est le frère de Tai Webster.

## Palmarès
- Champion d'Océanie 2009
- Finaliste du championnat d'Océanie 2013
- Champion ANBL 2011, 2013
- Champion NZNBL 2011, 2014
- MVP NZNBL 2014